# 유산역
유산역(酉山驛)은 지금의 경기도 이천시 호법면 유산리에 위치했던 수려선의 역이다. 현재 역터는 유산2리 버스정류장 옆에서 밭이나 건물로 활용되고 있다.

## 역사
- 1930년 12월 1일 : 수원-이천 간 개통과 함께 영업 개시 (배치간이역)[1]
- 1969년 8월 1일 : 무배치간이역으로 격하[2]
- 1972년 4월 1일 : 수려선 폐선과 함께 폐지[3]

## 사건
- 1958년 12월 30일, 유산역과 이천역 사이에서 화물을 실은 자동차가 열차와 충돌하였다. 이로 인해 차량 탑승자 2명이 사상하고, 열차 승객 2명이 부상을 입었다.[4]